# Bitter Lake National Wildlife Refuge
Le Bitter Lake National Wildlife Refuge est une aire protégée américaine située dans le comtés de Chaves, au Nouveau-Mexique. Ce National Wildlife Refuge de 100,6 km2 a été fondé en 1937. Remarquable par son importante concentration de libellules, il a été désigné National Natural Landmark en 1980 et constitue un site Ramsar depuis 2010. La plus septentrionale de ses trois parties est par ailleurs presque entièrement surprotégée par la Salt Creek Wilderness.

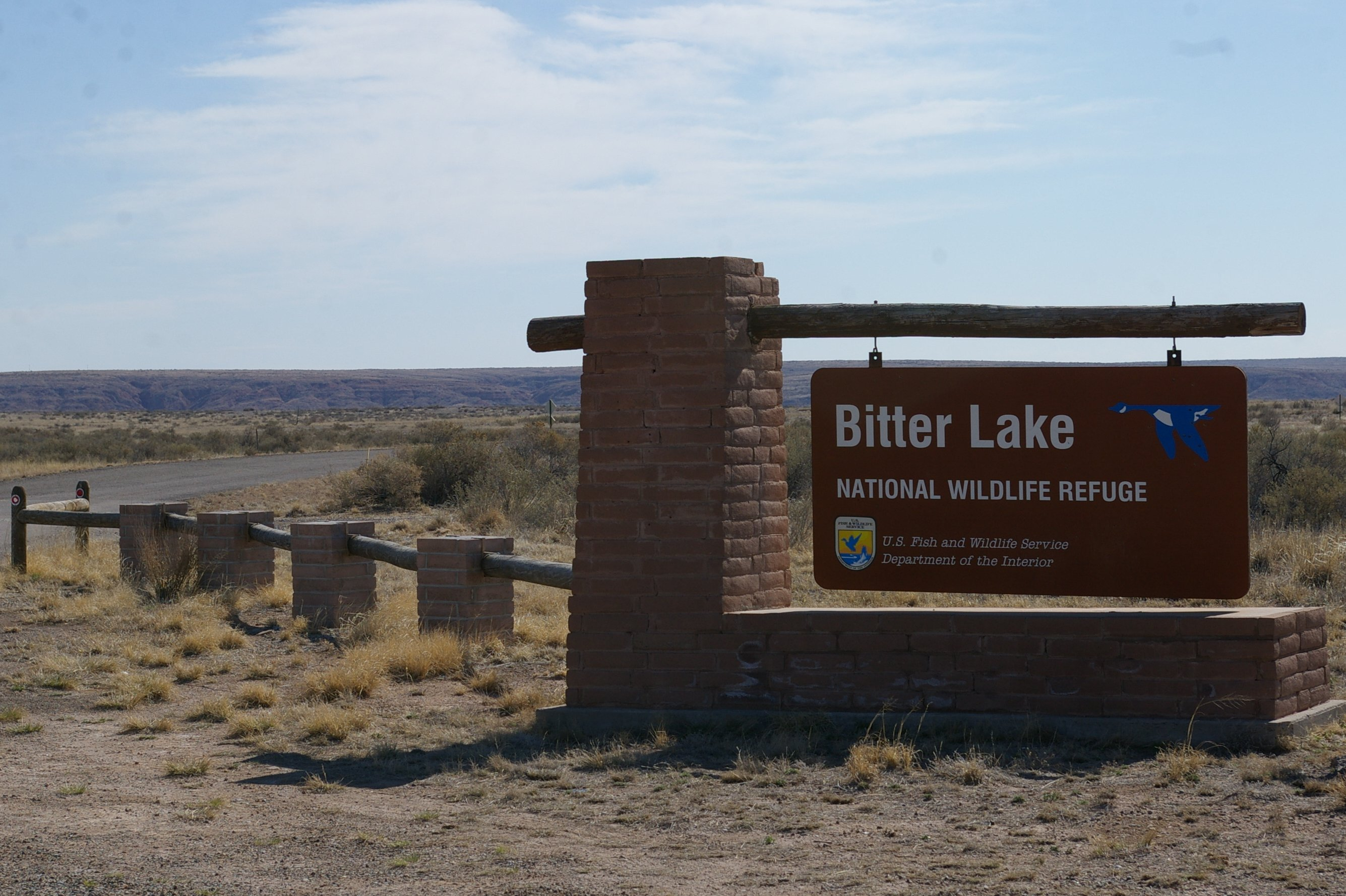
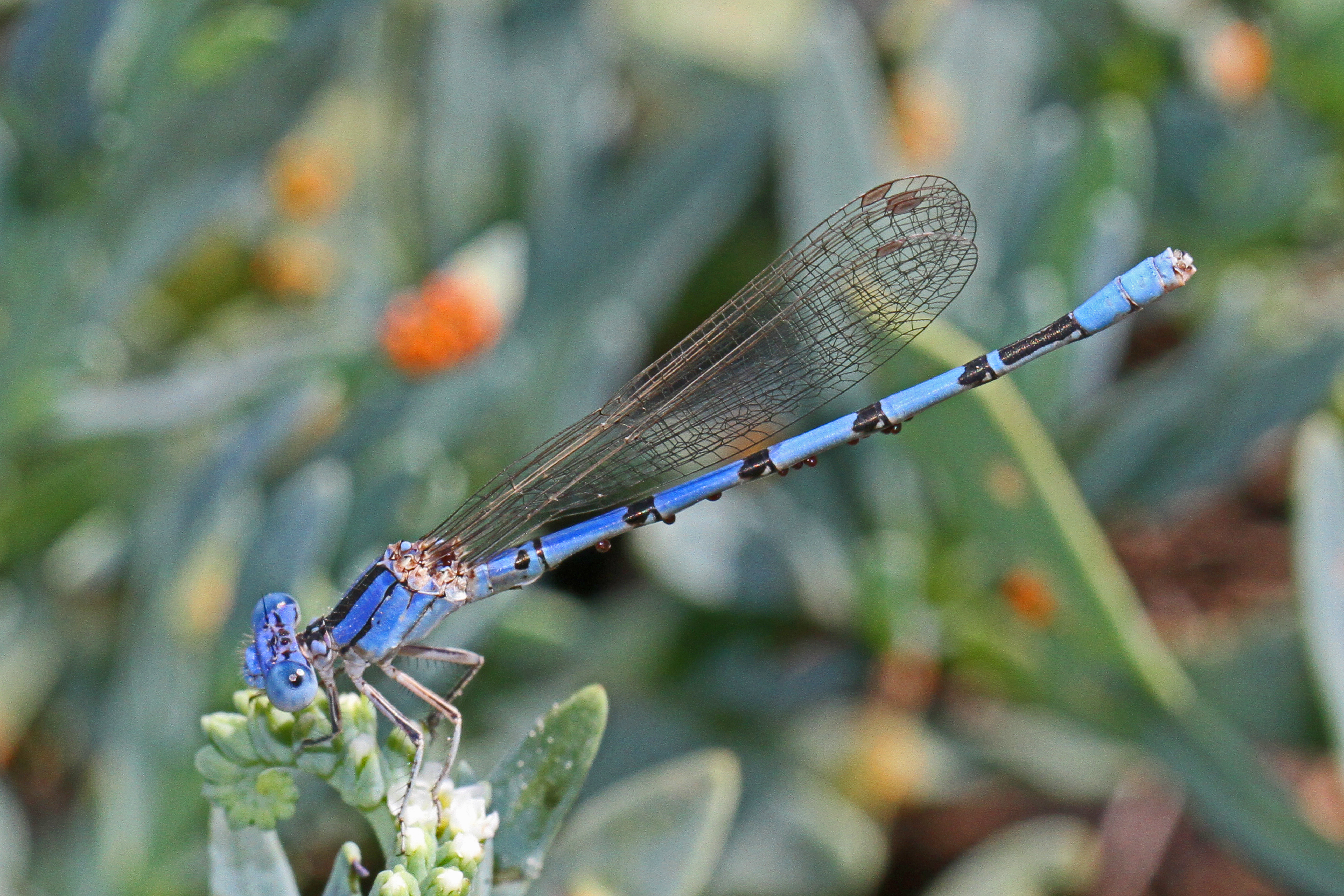
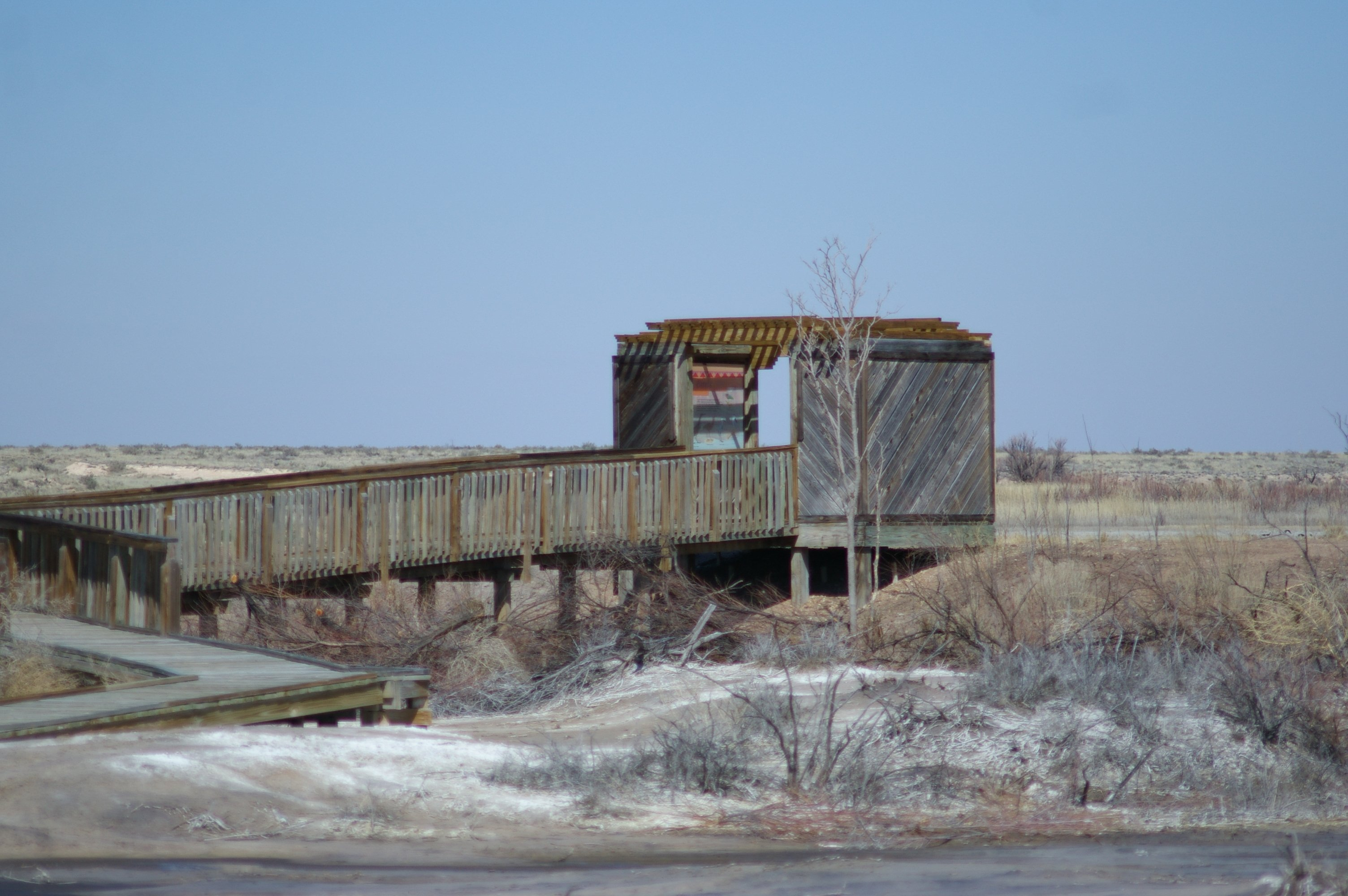
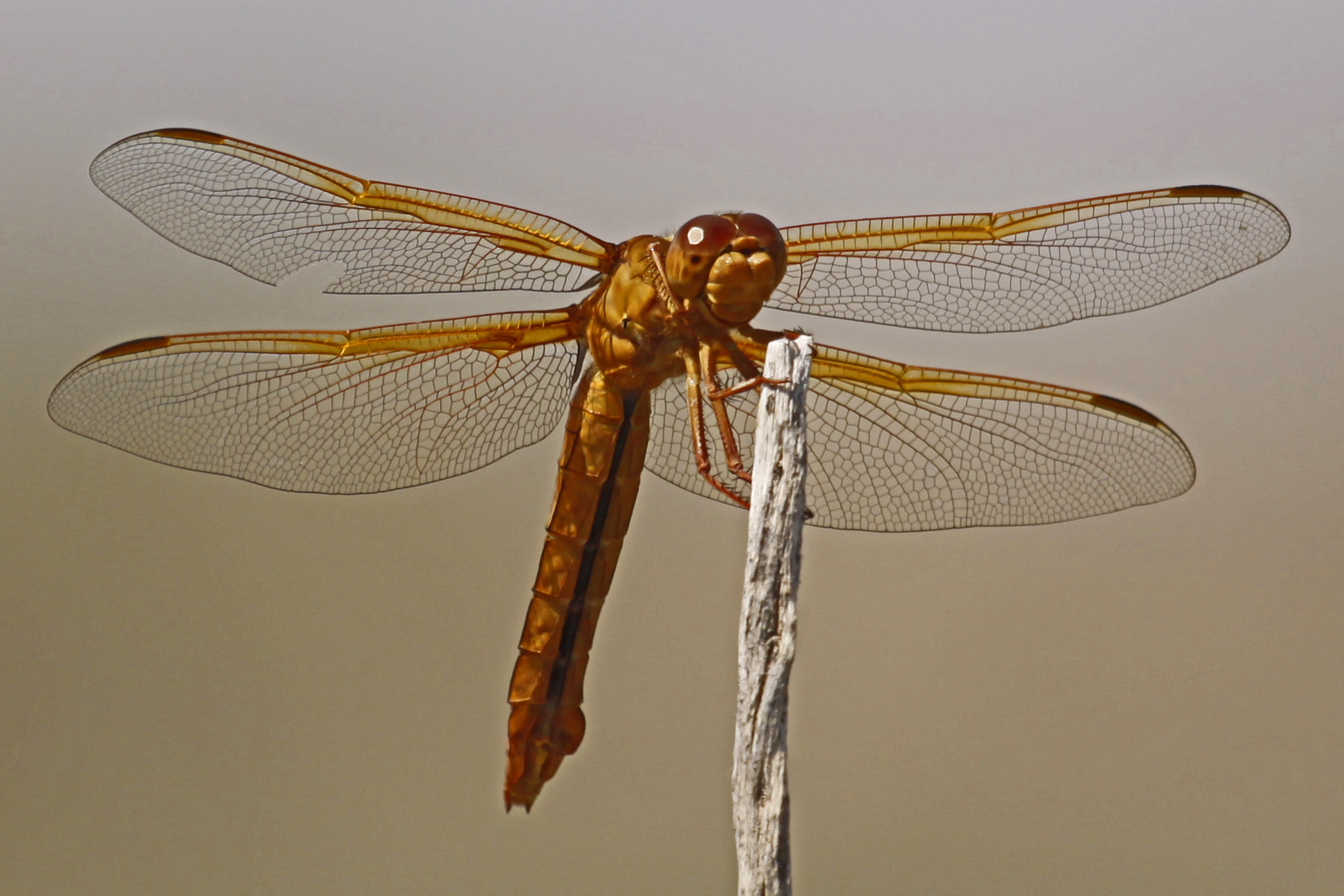